# 王世果
王果（？—？），又作王杲，原名王世果，曹州济阴人，唐朝将领。
王世果是王雄诞的儿子，唐高祖任命王世果袭封宜春郡公。唐高宗时，王世果为唐太宗避讳，改名王果。王果在乾封三年（668年），上奏设置禺州。后来左卫将军王果被贬为雅州刺史。唐高宗驾崩后，弘道元年（683年）十二月二十九日，唐中宗派遣左威卫将军王果、左监门将军令狐智通、右金吾将军杨玄俭、右千牛将军郭齐宗分别到并州、益州、荆州、扬州四大都督府，与各大都督府负责官员一起主持镇守事务。王果后来改为广州都督。垂拱元年（685年）九月二十五日，广州都督王果讨伐并平定了叛唐的獠人。王果官至安西大都护。